# Lachemilla tanacetifolia
Lachemilla tanacetifolia là loài thực vật có hoa trong họ Hoa hồng. Loài này được Rothm. mô tả khoa học đầu tiên năm 1938.